# 关王庙乡 (乡宁县)
关王庙乡，是中华人民共和国山西省临汾市乡宁县下辖的一个乡镇级行政单位。

## 行政区划
关王庙乡下辖以下地区：
贾庄村、太尔凹村、下川村、寺下村、后野头村、北村、赵庄村、腰站村、燕涧村、小碑村、后庄村、白燕村、富家凹村、东沟村、木凹村、西村、窑沟村、丁盘村、岭西村、武家河村、梁坪村、坂尔上村和大河村。